# Паршинская (Михайловское сельское поселение)
Паршинская — деревня в Харовском районе Вологодской области.
Входит в состав Михайловского сельского поселения, с точки зрения административно-территориального деления — в Михайловский сельсовет.
Расстояние по автодороге до районного центра Харовска — 18,5 км, до центра муниципального образования Михайловского — 1,5 км.
По переписи 2002 года население — 38 человек (19 мужчин, 19 женщин). Преобладающая национальность — русские (95 %).